# ۱۳۸۲ (خورشیدی)
سال ۱۳۸۲ خورشیدی، هزار و سیصد و هشتاد و دومین سالِ گاه‌شماری هجری خورشیدی است.
سرآغاز آن جمعه ۱ فروردین ۱۳۸۲ (برابر با ۲۱ مارس ۲۰۰۳ میلادی و ۱۷ محرم ۱۴۲۴ قمری قراردادی) و لحظهٔ تحویل آن، ساعت ۰۴:۲۹:۴۵ روز جمعه ۱ فروردین ۱۳۸۲ خورشیدی به وقت ایران بوده است. این سال عادی و روز جمعه ۲۹ اسفند پایان آن بود.

## نام‌گذاری‌ها
- این سال در گاه‌شماری جانوری سال گوسفند یا بز  است.
- این سال در ایران توسط سید علی خامنه‌ای رهبر جمهوری اسلامی ایران سال «نهضت خدمت‌گذاری» نام گذاری شده است.

## رویدادها
- ۱۳ اردیبهشت - انتخاب محمود احمدی‌نژاد به‌عنوان شهردار تهران
- ۲۲ آذر - دستگیری صدام حسین
- ۵ دی - زمین‌لرزه بم
- اسفند - انتشار آلبوم آدم فروش، شادمهر عقیلی.

## زادروزها

### فروردین
- ۱ فروردین - مهدی باقری، بازیکن فوتبال
- ۱۱ فروردین - امیرحسین سام‌دلیری، بازیکن فوتبال
- ۲۷ فروردین، ادیب زارعی، بازیکن فوتبال
- ۲۹ فروردین - علی یزدانی، تنیس‌باز

### اردیبهشت
- ۶ اردیبهشت - الهه پورصالح، بازیکن والیبال
- ۱۶ اردیبهشت - محمدامین حزباوی، بازیکن فوتبال
- ۲۵ اردیبهشت - مجتبی فخریان، بازیکن فوتبال

### خرداد
- ۱۰ خرداد - رضا میرباقری، بازیکن کبدی
- ۲۸ خرداد - علیرضا فیروزجا، شطرنج‌باز

### تیر
- ۱ تیر - آتوسا گلشادنژاد، کاراته‌کا
- ۱ تیر - علیرضا بابایی، بازیکن فوتبال
- ۳ تیر - محمدمهدی رحیمی، بازیکن بسکتبال
- ۵ تیر - سعید سحرخیزان، بازیکن فوتبال
- ۵ تیر - محمدجواد حسین‌نژاد، بازیکن فوتبال
- ۸ تیر - سهیل صحرایی، بازیکن فوتبال
- ۲۱ تیر - عرفان نوروزی، بازیکن والیبال
- ۲۳ تیر - ارشیا سرشوق، بازیکن فوتبال
- ۲۴ تیر - سعید اسماعیلی، کشتی‌گیر

### مرداد
- ۷ مرداد - کیمیا حسینی، بازیگر
- ۲۰ مرداد - مرصاد سیفی، بازیکن فوتبال
- ۲۵ مرداد - پوریا لطیفی‌فر، بازیکن فوتبال

### شهریور
- ۶ شهریور - میثم رضایی‌کیا، بازیکن فوتبال
- ۱۸ شهریور - علی یزدانی، تنیس‌باز
- ۲۷ شهریور - امیر شهیم، بازیکن فوتبال

### مهر
- ۱۹ مهر - میلاد کر، بازیکن فوتبال
- ۲۸ مهر - فردین هدایتی، کشتی‌گیر
- ۳۰ مهر - ابوالفضل بابایی، بازیکن فوتبال

### آبان
- ۳ آبان - فرزاد صفی جهانشاهی، کشتی‌گیر
- ۴ آبان - دانیال ایری، بازیکن فوتبال
- ۱۲ آبان - رقیه جلال‌نسب، بازیکن فوتبال
- ۲۳ آبان - علیرضا میرزائیان، بازیکن کبدی
- ۳۰ آبان - احمد محمدنژاد جوان، کشتی‌گیر

### آذر
- ۷ آذر - آنوشا مهدیان، شطرنج‌باز
- ۱۸ آذر - مهدی گودرزی، بازیکن فوتبال
- ۲۰ آذر - یگانه بهرامی، بازیکن هاکی روی یخ
- ۲۵ آذر - آرین سلیمی، تکواندوکار

### دی
- ۱۱ دی - امیر ابراهیم‌زاده، بازیکن فوتبال
- ۱۲ دی - یادگار رستمی، بازیکن فوتبال
- ۱۳ دی - محمدرضا ضیایی، بازیکن پرتاب دیسک
- ۳۰ دی - نگین زندی، بازیکن فوتبال

### بهمن
- ۶ بهمن - علی کرم‌پور، کشتی‌گیر

### اسفند
- ۲ اسفند - مطهره اسدی، شطرنج‌باز

## درگذشتگان

### فروردین

واهان بیجانیان
کاوه گلستان
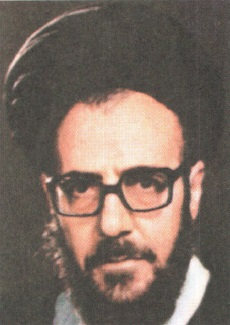
سید ابوالفضل موسوی تبریزی

- ۱۱ فروردین - سید محسن نوربخش، رئیس کل بانک مرکزی، وزیر اقتصاد و دارایی در دولت اول اکبر هاشمی رفسنجانی (زادهٔ ۱۳۲۷)
- ۱۳ فروردین - کاوه گلستان، عکاس، خبرنگار و فیلم‌بردار (زادهٔ ۱۳۲۹)
- ۲۵ فروردین - سید ابوالفضل موسوی تبریزی، دادستان کل کشور و رئیس دیوان عدالت اداری (زادهٔ ۱۳۱۴)
- ۲۰ فروردین - واهان بیجانیان، متخصص امور لابراتور (زادهٔ ۱۳۱۳)

### اردیبهشت
- ؟ اردیبهشت - منوچهر فرمانفرمائیان، شاهزاده قاجار و سیزدهمین فرزند عبدالحسین میرزا فرمانفرما (زادهٔ ۱۲۹۶)
- ۴ اردیبهشت - فرهاد حمیدی، بازیگر (زادهٔ ۱۳۱۹)
- ۱۸ اردیبهشت - حسین عظیمی آرانی، اقتصاددان (زادهٔ ۱۳۲۷)

### خرداد

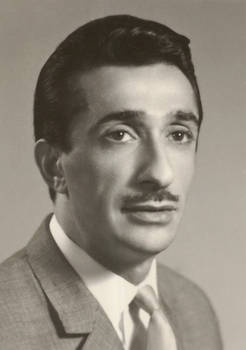
عماد رام
استپان آلکسانیان

- ؟ خرداد - استپان آلکسانیان، دندان‌پزشک (زادهٔ ۱۳۱۹)
- ؟ خرداد - محمد میرنقیبی، آهنگساز و سرپرست برنامه گل‌ها (زادهٔ ۱۳۰۲)
- ؟ خرداد - محمد رفیع روزه‌دار، شاعر (زادهٔ ۱۳۱۴)
- ۳ خرداد - عماد رام، آهنگساز و خوانندهٔ ایرانی (زادهٔ ۱۳۰۹)
- ۱۰ خرداد - ناصر نجمی، نویسنده و مترجم (زادهٔ ۱۲۹۷)

### تیر

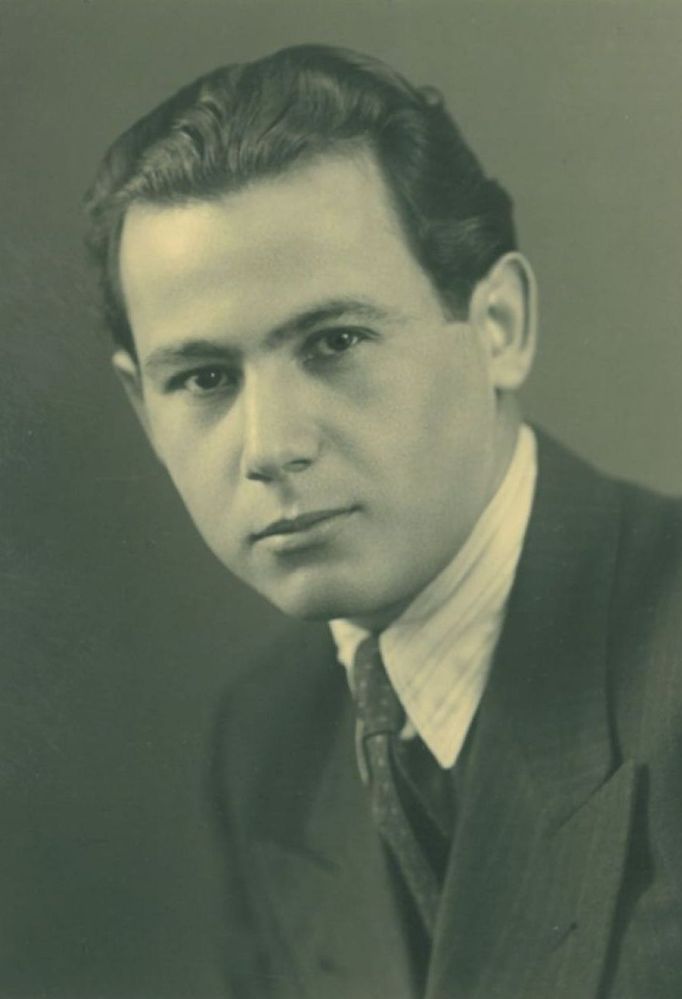
امانوئل ملیک اصلانیان
زهرا کاظمی

- ۱ تیر - عاشیق عبدالعلی نوری، عاشیق (زادهٔ ۱۳۱۸)
- ۷ تیر - حسین فرهادپور، نوازنده و آهنگساز (زادهٔ ۱۳۱۷)
- ۱۰ تیر - حسین فکری، فوتبالیست (زادهٔ ۱۳۰۲)
- ۱۷ تیر - لاله و لادن بیژنی، دوقلوهای به‌هم‌چسبیدهٔ ایرانی (زادهٔ ۱۳۵۲)
- ۲۰ تیر - زهرا کاظمی، روزنامه‌نگار کانادایی-ایرانی (زادهٔ ۱۳۲۸)
- ۲۳ تیر - امانوئل ملیک آصلانیان، موسیقی‌دان و آهنگساز ایرانی ارمنی‌تبار (زادهٔ ۱۲۹۴)
- ۲۳ تیر - بابا صفری، مؤلف و تاریخ‌نگار (زادهٔ ۱۲۹۹)
- ۲۳ تیر - کیوان تابش، دانشجوی ۱۸ سالهٔ ایرانی دانشگاه کانادا که توسط پلیس کانادا کشته شد (زادهٔ ۱۳۶۴)
- ۳۱ تیر - عدی صدام حسین و قصی صدام حسین ، پسران صدام حسین که توسط نیرو های آمریکا کشته شدند.

### مرداد
- ؟ مرداد - محمدمهدی دوزدوزانی، از فرماندهان سپاه و معترض به فساد مال سپاه و فرزندان روحانیون حاکم {اعدام} (زادهٔ ؟)
- ۹ مرداد - علی‌اصغر کرباسچیان، روحانی، تدوین‌کننده نخستین رساله توضیح‌المسائل، و از بنیان‌گذاران مدرسه علوی و مدرسه نیکان (زادهٔ ۱۲۹۳)
- ۱۸ مرداد - عنایت‌الله شهیدی، استاد فلسفه (زادهٔ ۱۳۰۴)

### شهریور

رضا بیک ایمانوردی

- ۱۵ شهریور - محمد اوراز، کوهنورد و اولین ایرانی صعود کرده به کوه اورست (زادهٔ ۱۳۴۸)
- ۱۵ شهریور - منوچهر جراح‌زاده، روزنامه‌نگار، قصه‌نویس، شاعر و طنزپرداز (زادهٔ ۱۳۱۲)
- ۱۵ شهریور - محمدهادی مقدس نجفی، فقیه و نویسنده (زادهٔ ۱۳۰۵)
- ۱۶ شهریور - سید حسین بدلا، روحانی و فقیه شیعه (زادهٔ ۱۲۸۶)
- ۲۲ شهریور - رضا بیک ایمانوردی، بازیگر، کارگردان، تهیه‌کننده، نویسنده و ورزشکار (زادهٔ ۱۳۱۵)
- ۲۷ شهریور - عباس صادقی، شاعر و ترانه‌سرا (زادهٔ ۱۳۲۸)

### مهر
- ؟ مهر - محسن قبادی، بازیگر (زادهٔ ۱۳۱۶)
- ۱۷ مهر - محمدجواد بهروزی، نویسنده، شاعر و نوازنده (زادهٔ ۱۳۰۰)
- ۳۰ مهر - فریدون گله، کارگردان سینما (زادهٔ ۱۳۱۹)

### آبان

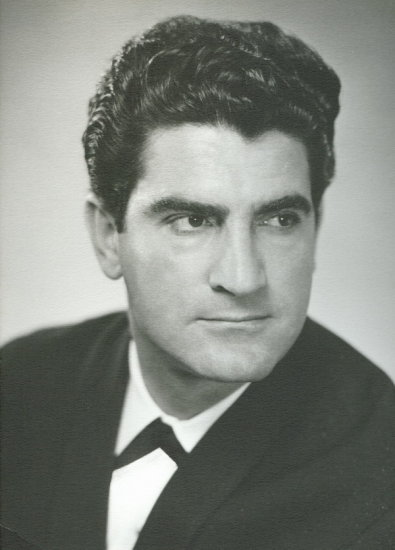
ویگن
عزیز نبوی

- ۴ آبان - ویگن، بازیگر و خوانندهٔ ایرانی (زادهٔ ۱۳۰۹)
- ۱۰ آبان - عزیز نبوی، استاد دانشگاه، نویسنده، کارآفرین و بنیان‌گذار مؤسسه عالی حسابداری در ایران (زادهٔ ۱۳۱۱)
- ۱۰ آبان - روشنک داریوش، مترجم (زادهٔ ۱۳۲۲)

### آذر

منوچهر طاهرزاده
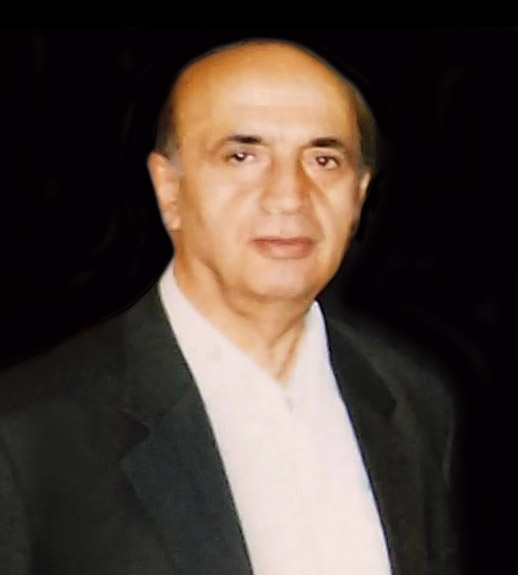
منوچهر کی‌مرام

- ۴ آذر - حمید برمکی، فوتبالیست (زادهٔ ۱۳۱۷)
- ۵ آذر - صادق خلخالی، اولین حاکم شرع جمهوری اسلامی ایران (زادهٔ ۱۳۰۵)
- ۷ آذر - هوشنگ ابرامی، کتاب‌دار، نویسنده، مترجم و پژوهشگر (زادهٔ ۱۳۱۳)
- ۱۶ آذر - منوچهر طاهرزاده، آهنگساز و خواننده و نوازنده باسابقه ایرانی (زادهٔ ۱۳۳۱)
- ۲۰ آذر - محمد قاضی، نگارگر (زادهٔ ۱۳۰۳)
- ۲۵ آذر - منوچهر کی‌مرام، فیلم‌نامه‌نویس (زادهٔ ۱۳۰۶)

### دی

ایرج بسطامی

- ؟ دی - امیر پایور، بازیگر (زادهٔ ۱۲۹۳)
- ۲ دی - حبیب‌الله داوران، استاندار گیلان در زمان نخست‌وزیری مهدی بازرگان (زادهٔ ۱۳۰۵)
- ۵ دی - ایرج بسطامی، خوانندهٔ موسیقی سنتی ایرانی (مرگ در زمین‌لرزه بم) (زادهٔ ۱۳۳۶)
- ۱۶ دی - جهانگیر صمیمی‌فرد، بازیگر (زادهٔ ۱۳۱۹)

### بهمن

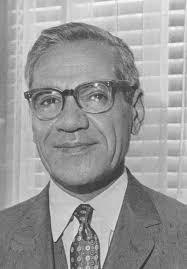
فؤاد روحانی
عماد خراسانی

- ۵ بهمن - عماد خراسانی، شاعر (زادهٔ ۱۳۰۰)
- ۱۰ بهمن - فؤاد روحانی، دبیرکل اوپک و کارشناس ارشد مسائل نفت (زادهٔ ۱۲۸۶)
- ۱۸ بهمن - اسماعیل دولتشاهی، نویسنده، مترجم و روزنامه‌نگار (زادهٔ ۱۳۰۶)
- ۲۲ بهمن - مسیح سلیم بهرامی، سیاستمدار (زادهٔ ۱۳۳۴)

### اسفند

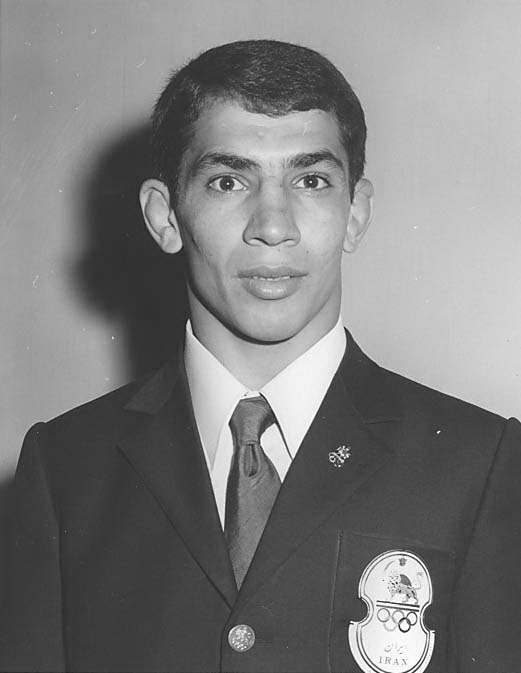
شمس‌الدین سیدعباسی
مهدی فتحی

- ۵ اسفند - نصرالله مردانی، شاعر (زادهٔ ۱۳۲۶)
- ۱۲ اسفند - اردشیر افشین‌راد، کارگردان (زادهٔ ۱۳۵۶)
- ۲۶ اسفند - شمس‌الدین سیدعباسی، کشتی‌گیر آزادکار (زادهٔ ۱۳۲۱)
- ۲۹ اسفند - مهدی فتحی، بازیگر (زادهٔ ۱۳۱۸)